# Karuma Falls
Als Karuma Falls werden mehrere hintereinanderliegende, etwa fünf bis acht Meter hohe natürliche Kaskaden des Kyoga-Nils genannt, etwa ein Kilometer nördlich der Stadt Karuma im Distrikt Lira, Nord-Uganda.

## Entdeckung
Im Oktober 1862 war es John Hanning Speke, ein britischer Afrikaforscher, der als erster Europäer die Karuma Falls sichtete. Er schien nicht besonders beeindruckt von diesem Platz gewesen zu sein, da er entgegen den Gepflogenheiten vieler sogenannter Entdecker den Stromschnellen keinen europäischen Namen gab.

## Energiegewinnung
Am 27. Januar 2013 meldet der Sunday Monitor, dass eine Chinesische Baufirma (China International Water & Electric Corporation, CWE) den Auftrag bekommen hat, für 1,4 Milliarden US-Dollar ein Wasserkraftwerk an den Karuma Falls zu bauen. Wird das realisiert, so ereilt den Falls das gleiche Schicksal wie die Bujagali Falls in Jinja, Uganda, die es heute so nicht mehr gibt, da dort auch ein Wasserkraftwerk gebaut wurde. Gleichzeitig hätte der Bau Auswirkungen auf die nachfolgenden Murchison Falls und den Victoria Nil bis zur Mündung in den Albert Nil.